# RBM11
RBM11‏ (RNA binding motif protein 11) هوَ بروتين يُشَفر بواسطة جين RBM11 في الإنسان.